# Tau de l'Àguila
Tau de l'Àguila (τ Aquilae) és una estrella de la constel·lació de l'Àguila. Tau de l'Àguila és una estrella gegant taronja del tipus K de la magnitud aparent 5,51. Està aproximadament a 527 anys llum de la Terra.